# 피에르 가르뎅
피에르 가르뎅(프랑스어: Pierre Cardin, 1922년 7월 2일 ~ 2020년 12월 29일)은 이탈리아 출신의 프랑스의 패션 디자이너이다. 1950년 본인의 이름을 딴 패션 브랜드를 창립했다.